# Tomin First no Kai
Le Tomin First no Kai (littéralement Association qui place les Tokyoïtes en priorité) est un parti politique crée le 23 janvier 2017 par Yuriko Koike, alors gouverneur de Tokyo. Le parti est de centre-droit, localiste, réformiste, il promeut le développement durable, l'égalité des sexes et la « grande réforme de Tokyo. »